# Karsten Kroon
Karsten Kroon (Dalen, 29 gennaio 1976) è un dirigente sportivo ed ex ciclista su strada olandese, professionista dal 1999 al 2014. Conta la vittoria di una tappa al Tour de France 2002.

## Carriera
Passa professionista nel 1999 con la squadra olandese Rabobank dopo un anno nel vivaio della squadra. Nel 2002 ottiene la prima vittoria di rilievo, al Tour de France, aggiudicandosi la tappa con arrivo a Plouay. Nel 2006 passa al Team CSC, la squadra di Bjarne Riis, ottenendo poche vittorie ma numerosi piazzamenti importanti nelle classiche, su tutti il terzo posto alla Freccia Vallone e il quarto all'Amstel Gold Race nel 2006, il quarto al Giro delle Fiandre nel 2007, il secondo all'Amstel Gold Race nel 2009.
Nel 2010 passa al BMC Racing Team (squadra statunitense), mentre nel 2012 torna alla corte di Riis, alla Saxo Bank-Sungard. Non ottiene però ulteriori successi.

## Palmarès
- 1996 (Agu - Continental)

Ronde van Drenthe
- 1997 (Rabobank ProTeam)

Vlaamse Pijl
2ª tappa, 2ª semitappa Tryptique Ardennaise (Sankt-Vith > Spa)
2ª tappa Circuit Franco-Belge (Wasquehal > Templeuve)
- 1998 (Rabobank ProTeam, sei vittorie)

1ª tappa Le Triptyque des Monts et Châteaux
2ª tappa Ster der Beloften (Valkenburg > Valkenburg)
Classifica generale Ster der Beloften
6ª tappa Circuit des Mines (Mézières-les-Metz > Sarrebourg)
2ª tappa Vuelta a Navarra (Tudela)
3ª tappa Vuelta a Navarra (Estella)
- 2001 (Rabobank ProTeam, una vittoria)

Gran Premio del Canton Argovia
- 2002 (Rabobank ProTeam, una vittoria)

8ª tappa Tour de France (Saint-Martin-de-Landelles > Plouay)
- 2003 (Rabobank ProTeam, una vittoria)

5ª tappa Tour du Poitou-Charentes (Monts sur Guesnes > Buxerolles)
- 2004 (Team Saxo - Tinkoff)

Rund um den Henninger-Turm
- 2006 (CSC ProTeam, due vittorie)

2ª tappa 3-Länder-Tour (Kassel > Battenberg)
5ª tappa 3-Länder-Tour (Manheim > Frankfurt)
- 2008 (CSC ProTeam, tre vittorie)

2ª tappa Vuelta a Castilla y León (Segovia > Avila)
Rund um den Henninger-Turm
5ª tappa Sachsen-Tour International (Dresda > Dresda)

### Altri successi
- 2002 (Rabobank ProTeam)

Profronde van Maastricht
- 2003 (Rabobank ProTeam)

Classifica scalatori Tour du Poitou-Charentes
- 2006 (CSC ProTeam)

Ronde van Made
- 2008 (CSC ProTeam)

Criterium di Hengelo
- 2010 (BMC Racing Team)

RaboRonde Heerlen
- 2012 (Team Saxo - Tinkoff)

Profronde van Tiel

## Piazzamenti

### Grandi Giri
- Giro d'Italia

2000: 103º
2013: non partito (14ª tappa)
- Tour de France

2002: 146º
2004: 115º
2005: 135º
2010: 135º
2012: 143º
- Vuelta a España

2001: 107º
2003: 100º
2007: 52º
2008: 72º
2009: 76º
2011: ritirato (14ª tappa)

### Classiche monumento
- Milano-Sanremo

2000: 100º
2002: 136º
2003: 151º
2005: 113º
2006: 78º
2007: 58º
2008: 39º
2009: 14º
2010: 52º
2011: 64º
2012: 65º
2014: 99º
- Giro delle Fiandre

2001: 67º
2002: 82º
2003: 51º
2004: 89º
2005: 11º
2006: 8º
2007: 4º
2008: 40º
2009: 14º
2010: 53º
2011: ritirato
2012: 18º
2014: 102º
- Parigi-Roubaix

1999: 51º
2001: 37º
2002: ritirato
2003: ritirato
- Liegi-Bastogne-Liegi

2004: 126º
2005: 28º
2006: 18º
2007: 53º
2008: 17º
2009: 37º
2012: 25º
2013: 109º
2014: 128º
- Giro di Lombardia

2001: ritirato
2002: ritirato
2003: ritirato
2004: 50º
2006: 53º
2007: 25º
2008: 5º
2009: ritirato
2010: ritirato

### Competizioni mondiali
- Campionati del mondo

Valkenburg 1998 - In linea Under-23: 22º
Plouay 2000 - In linea Elite: 86º
Lisbona 2001 - In linea Elite: 83º
Zolder 2002 - In linea Elite: 149º
Hamilton 2003 - In linea Elite: 88º
Verona 2004 - In linea Elite: 20º
Madrid 2005 - In linea Elite: 51º
Salisburgo 2006 - In linea Elite: 16º
Stoccarda 2007 - In linea Elite: 56º
Varese 2008 - In linea Elite: 43º
Mendrisio 2009 - In linea Elite: 20º
Melbourne 2010 - In linea Elite: 47º
Limburgo 2012 - In linea Elite: 55º
- Giochi olimpici

Atene 2004 - In linea: 52º
Pechino 2008 - In linea: ritirato